# فريدريك مادسن
فريدريك مادسن (بالدنماركية: Frederik Rodenberg)‏ (و. 1998  م) هو راكب دراجة هوائية، من الدنمارك، شارك في ركوب الدراجات في الألعاب الأولمبية الصيفية 2016، يلعب كسباق الدراجات على المضمار.

## سباقات أو مراحل فاز بها
| التاريخ        | السباق                                                                       | المركز                      |
| -------------- | ---------------------------------------------------------------------------- | --------------------------- |
| 12 أغسطس 2016  | ركوب الدراجات في الألعاب الأولمبية الصيفية 2016 – سباق المطاردة لفرق الرجال" |                             |
| 14 مايو 2017   | سباق الطريق للرجال تحت 23 سنة في بطولة الدنمارك لسباق الدراجات 2017          | المرتبة 12 في التصنيف العام |
| 22 يونيو 2017  | بطولة الدانمارك لسباق الطريق ضد الساعة 2017                                  | المرتبة 15 في التصنيف العام |
| 01 مايو 2019   | 2019 Eschborn–Frankfurt Under–23                                             |                             |
| 05 مايو 2019   | سكايف لوبيت 2019                                                             | الأول في التصنيف العام      |
| 23 يونيو 2019  | سباق الطريق للرجال تحت 23 سنة في بطولة الدنمارك لسباق الدراجات 2019          | الأول في التصنيف العام      |
| 13 سبتمبر 2020 | سباق الطريق للرجال تحت 23 سنة في بطولة الدنمارك لسباق الدراجات 2020          | السادس في التصنيف العام     |
| 16 أغسطس 2021  | 2021 Tour de Charlottenlund                                                  | الخامس في التصنيف العام     |

## روابط خارجية
- فريدريك مادسن على موقع الاتحاد الدولي للدراجات (الإنجليزية)
- فريدريك مادسن على موقع أرشيف الدراجات (الإنجليزية)
- فريدريك مادسن على موقع إحصائيات الدراجات الإحترافية (الإنجليزية)
- فريدريك مادسن على موقع CycleBase (الإنجليزية)
- فريدريك مادسن على موقع أوليمبيديا (الإنجليزية)